# Leggia
Leggia (toponimo italiano; in lombardo Lègia) è una frazione di 138 abitanti del comune svizzero di Grono, nella regione Moesa (Canton Grigioni).

## Geografia fisica
Leggia è situato in Val Mesolcina, sulla sponda destra della Moesa; dista 16 km da Bellinzona e 101 km da Coira. Il punto più elevato della frazione è la cima del Pizzo Paglia (2 593 m s.l.m.), che segna il confine con Cama.

## Storia
Già comune autonomo che si estendeva per 9,18 km², il 1° gennaio 2017 è stato al comune di Grono assieme all'altro comune soppresso di Verdabbio.

## Monumenti e luoghi d'interesse
- Chiesa dei Santi Bernardo e Antonio Abate, ricostruita e ampliata nel 1513[3], nel 1610[3] e nel 1685, con stucchi e dipinti di Francesco Antonio Giorgioli realizzati nel 1686[1];
- Cappella di San Remigio, attestata dal 1219[1], edificio a navata unica[3] terminante con un'abside semicircolare[3].

## Società

### Evoluzione demografica
L'evoluzione demografica è riportata nella seguente tabella:
Abitanti censiti

## Infrastrutture e trasporti

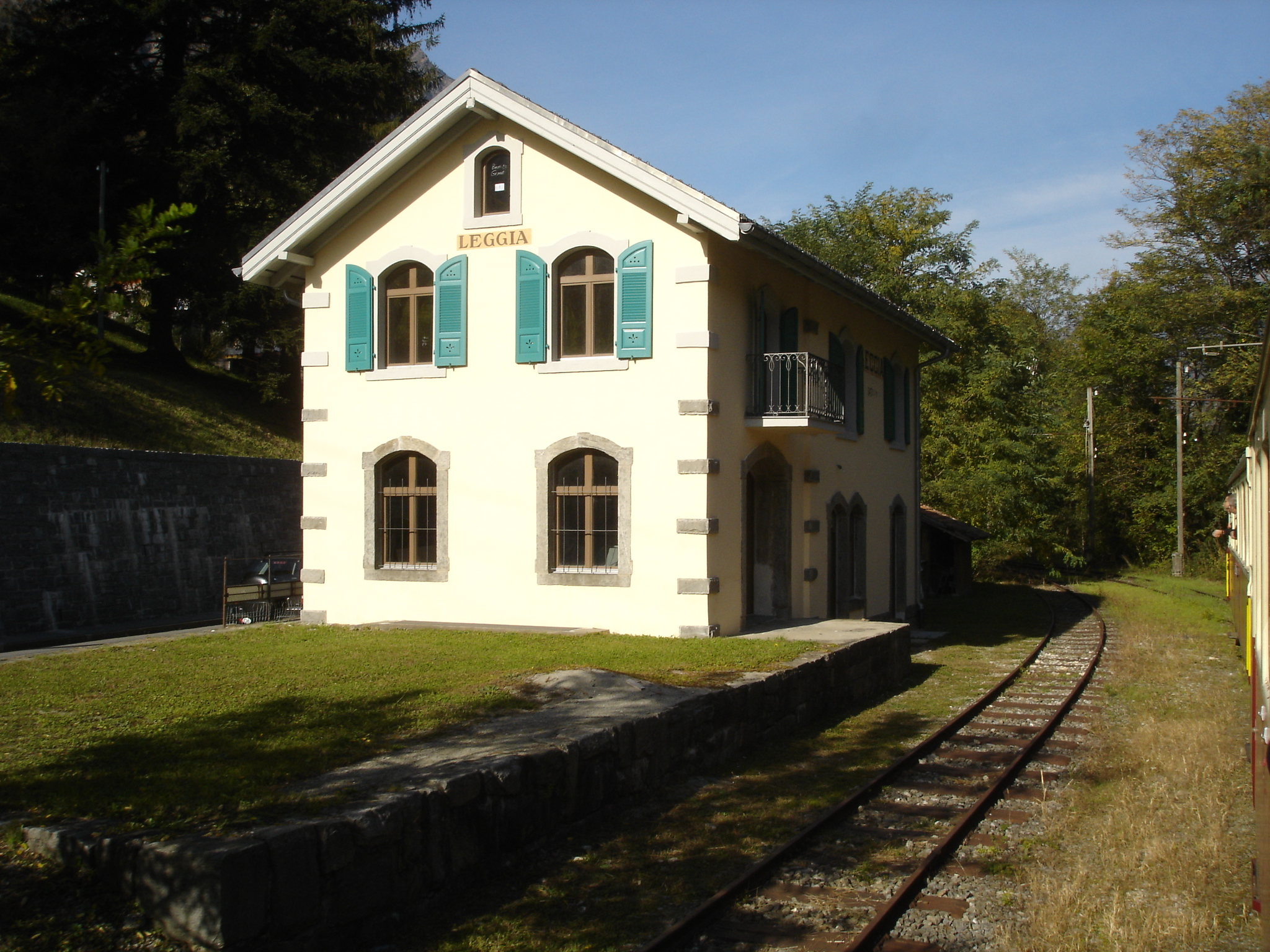
la stazione di Leggia

Le uscite autostradali più vicine sono Roveredo (3,5 km), verso sud, e Lostallo (7,5 km), verso nord, entrambe sulla A13/E43. Leggia è stata servita dalla stazione ferroviaria omonima della Ferrovia Mesolcinese (linea Castione-Cama), smantellata.